# Annie Wersching
Annie Wersching (St. Louis (Missouri), 28 maart 1977 – Los Angeles, 29 januari 2023) was een Amerikaanse actrice die vooral bekend werd door haar rollen in de televisieseries General Hospital en 24.

## Levensloop
Wersching werd geboren en groeide op in St. Louis, Missouri. Gedurende haar jeugd deed ze op hoog niveau aan dansen en behaalde ze een bachelor in muziektheater. Toch besloot ze zich te richten op het acteren. In 2002 speelde ze een bijrol in een aflevering van Star Trek: Enterprise, waarna ze rolletjes kreeg in onder andere Charmed, Killer Instinct en Super Natural. In 2007 speelde ze in tachtig afleveringen van de Amerikaanse soapserie General Hospital. Datzelfde jaar nog verliet ze die serie. In 2009 was ze te zien in het zevende en achtste seizoen van de actieserie 24 als FBI-agente Renee Walker, een van de twee vrouwelijke hoofdrollen van dat seizoen.
Wersching was ook te zien in het in 2013 verschenen computerspel The Last of Us, als Tess. Ook was ze te zien in het zesde en zevende seizoen van de hitserie The Vampire Diaries, waarin ze de moeder van de twee hoofdrolspelers Stefan en Damon Salvatore speelde.
In 2020 kreeg Wersching de diagnose speekselklier kanker. Ze gaf daaraan geen ruchtbaarheid en overleed in januari 2023 op 45-jarige leeftijd.

## Filmografie
- Star Trek: Enterprise (2002) Liana
- Birds of Prey (2002) Lynne Emerson
- Frasier (2003) Dokter
- Angel (2003) Margaret
- Bruce Almighty (2003) Vrouw op feest
- Charmed (2004) Demonatrix
- Out of Practice (2004) Conner
- Killer Instinct (2005) Cecilia Johnson
- E-Ring (2005) Lieutenant (1 aflevering)
- Cold Case (2006) Libby Bradley (1 aflevering)
- Boston Legal (2006) Ellen Tanner
- Supernatural (2007) Susan Thompson
- General Hospital (2007) Amelia Joffe (80 afleveringen)
- Journeyman (2007) Diana Bloom
- 24 (2009–2010) Renee Walker (37 afleveringen)
- CSI: Crime Scene Investigation (2010) Dr. Priscilla Prescott (1 aflevering)
- NCIS (2010) Gail Walsh (1 aflevering)
- No Ordinary Family (2011) Michelle Cotten (1 aflevering)
- Rizzoli & Isles (2011) Nicole Mateo (1 aflevering)
- Hawaii Five-0 (2011) Samantha Martel (1 aflevering)
- The Last of Us (2013) Tess (Video Game)
- Castle (2013 - 2015) Dr. Kelly Nieman
- Extant (2014) Femi Dodd (5 afleveringen)
- The Vampire Diaries (2014-2016) Lily Salvatore (17 afleveringen)
- Bosch (2015-2016) Julia Brasher (11 afleveringen)
- The Catch (2016) Karen Singh (1 aflevering)
- Timeless (2017-2018) Emma Whitmore
- Runaways (2017-2019) Leslie Dean
- The Rookie (2019-2022) Rosalind Dyer
- Star Trek: Picard (2022) Borg Queen